# إف. أ. ليتل جونيور
إف. أ. ليتل جونيور (بالإنجليزية: F. A. Little, Jr.)‏ هو قاضي ومحامي أمريكي، ولد في 26 أكتوبر 1936 في منيابولس في الولايات المتحدة.